# Nu den kommer, nu den kommer, den helige Andes kraft
Nu den kommer, nu den kommer, den helige Andes kraft är en kör från 1886 med text och musik av Ballington Booth. 

## Publicerad i
- Frälsningsarméns sångbok 1929 som nr 88 i kördelen under rubriken "Helgelse".
- Frälsningsarméns sångbok 1968 som nr 80 i kördelen under rubriken "Helgelse".
- Frälsningsarméns sångbok 1990 som nr 801 under rubriken "Helgelse".